# William Lionel Wyllie

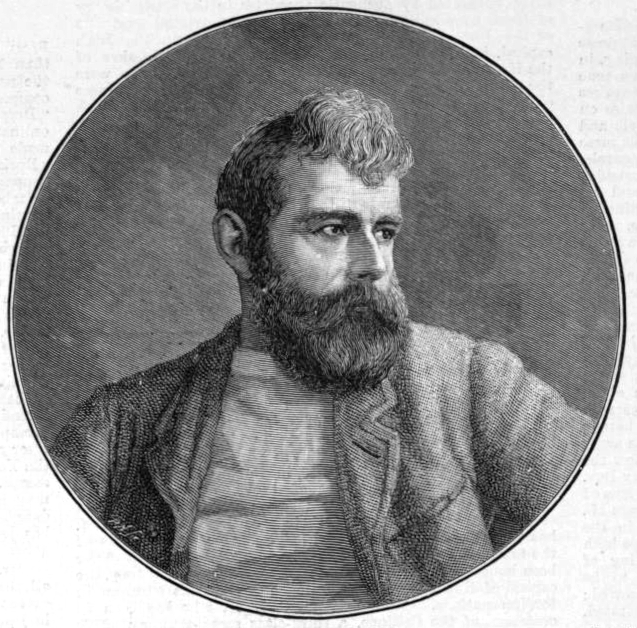
Porträt von William Lionel Wyllie aus The Illustrated London News vom 4. Mai 1889

William Lionel Wyllie RA (* 5. Juli 1851 in London; † 6. April 1931 ebenda) war ein britischer Marinemaler.

## Leben
Wyllie war der ältere Sohn des Malers William Morison Wyllie und Bruder von Charles William Wyllie, der ebenfalls Maler wurde. Sein Halbbruder war Lionel Smythe, der ebenfalls ein angesehener Maler war. Er durchlief 1865 die geforderte Grundausbildung an der Heatherley School und studierte von 1866–9 an der Royal Academy in London unter so bekannten Größen wie Frederic Leighton, John Everett Millais, Edwin Landseer und anderen Malern der viktorianischen Zeit. 1869 wurde er mit der Turner-Medaille für das beste Landschaftsbild "Dawn after a Storm" ausgezeichnet.
1899 wurde er in die Royal Academy aufgenommen und stellte seine Werke The Phantom Ship und Davy Jones' Locker aus. Er schuf zahlreiche Aquarelle, Ölgemälde, Kupferstiche und Radierungen. Im Ersten Weltkrieg diente er als Kriegsberichterstatter. Aus dieser Zeit stammt sein 1917 entstandenes Gemälde Iron Duke Opening Fire, das heute im Besitz von Nick Jellicoe ist.

## Werke
- sein wichtigstes Werk ist das Panoramabild  Die Schlacht von Trafalgar mit einer Größe von 13,5 × 3,6 Meter, an dem er 20 Jahre lang arbeitete.
- The Phantom Ship stellt das Geisterschiff aus dem gleichnamigen Roman von Frederick Marryat dar, der Vorlage für die Oper Der Fliegende Holländer von Richard Wagner.
- Davy Jones’ Locker spielt auf eine Legende um einen untoten Piraten an.

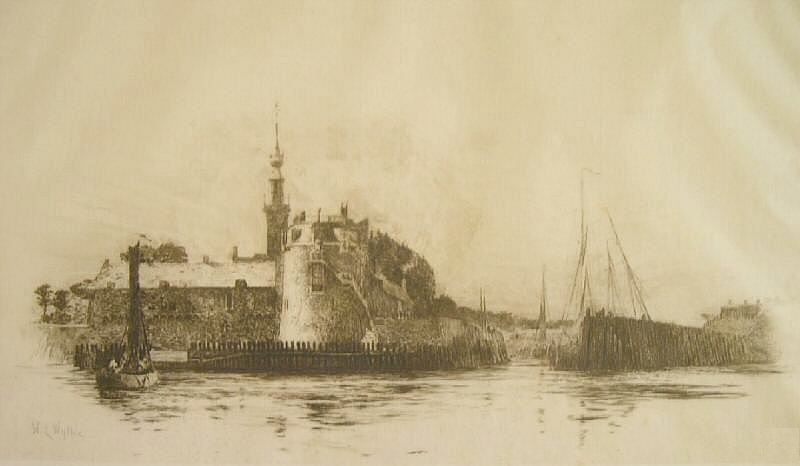
Radierung von Veere
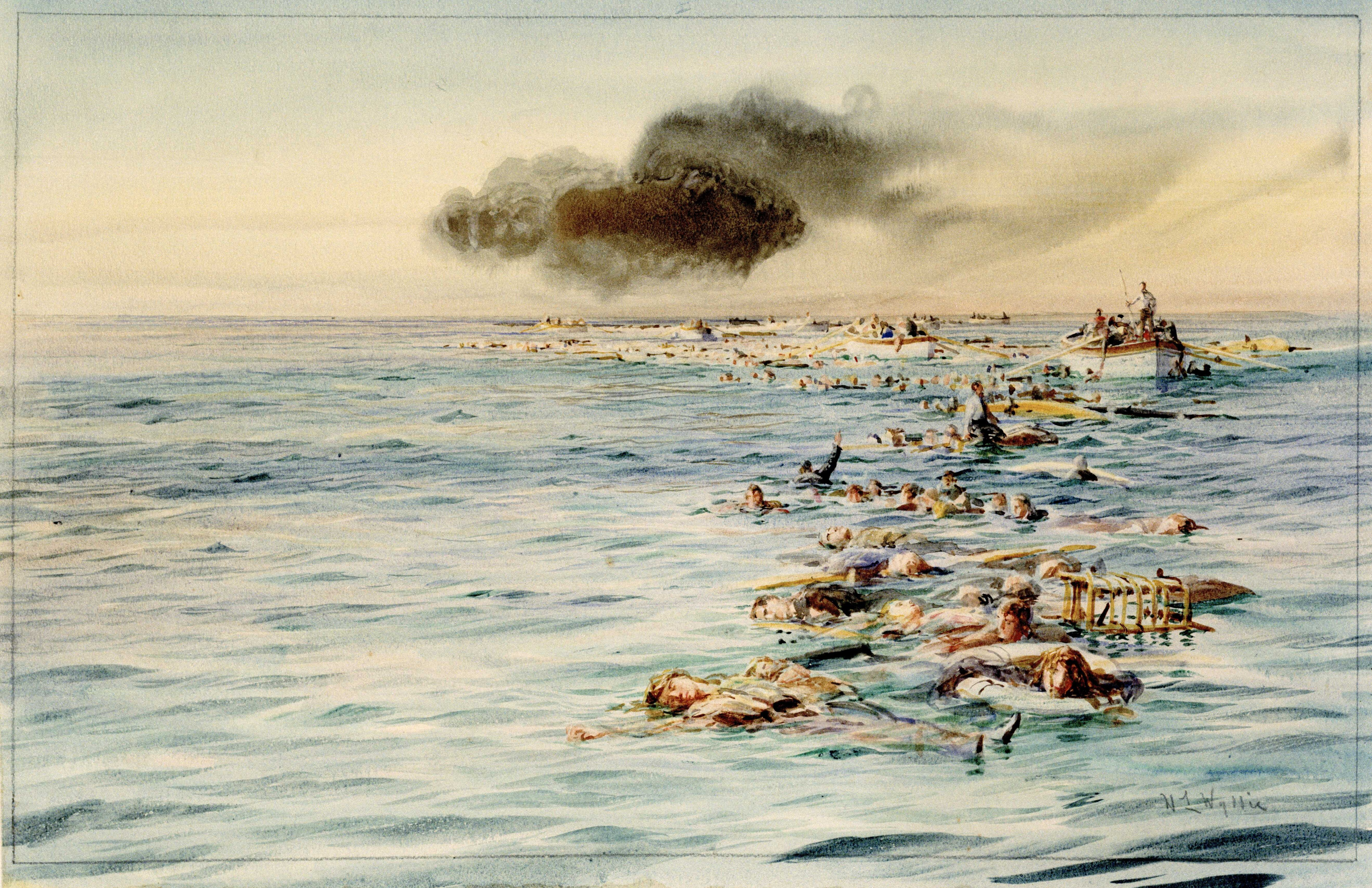
The Track of Lusitania.
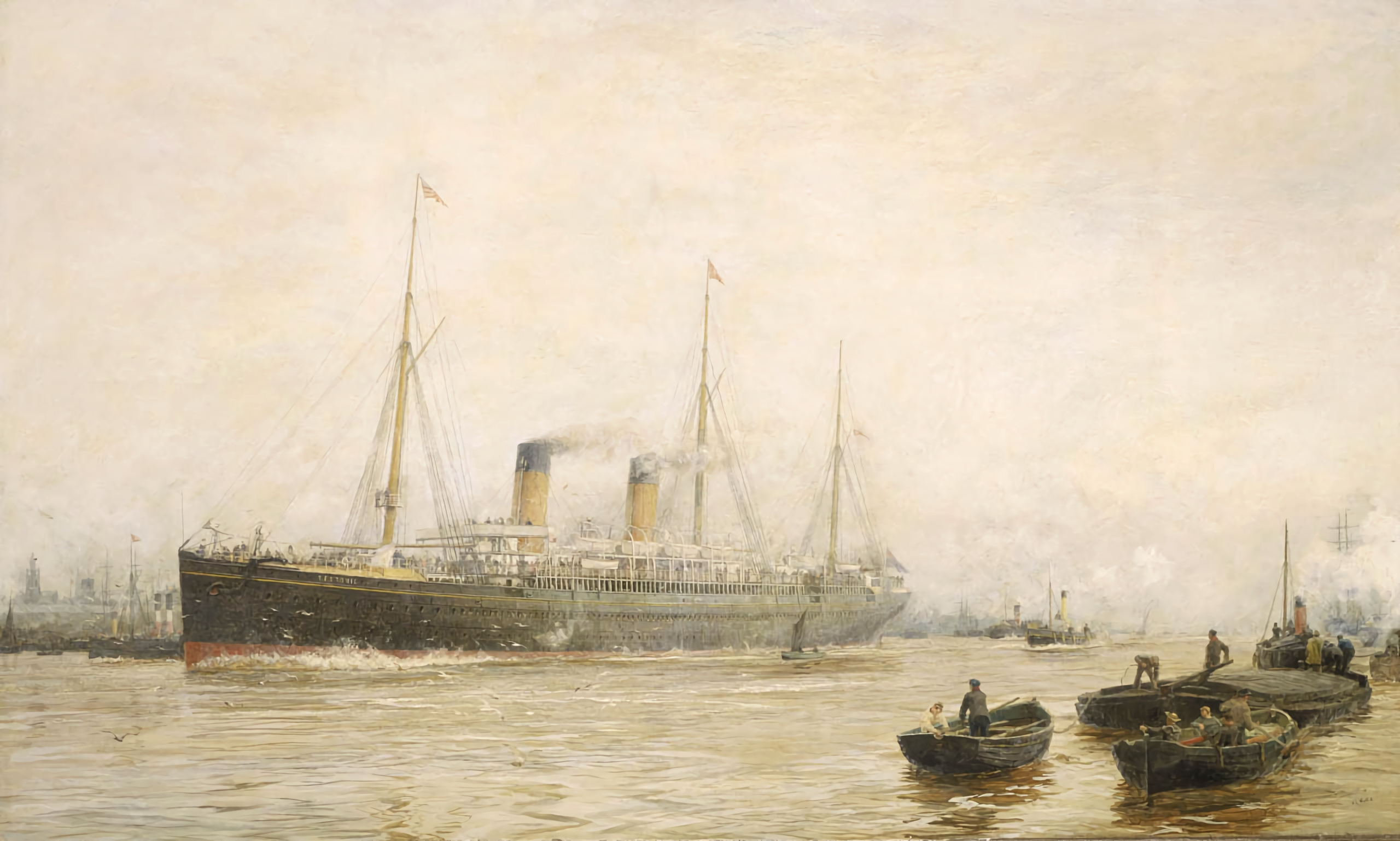
Die Teutonic verlässt Liverpool
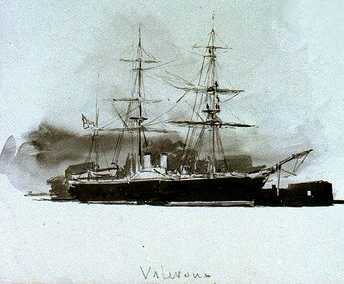
HMS Valorous
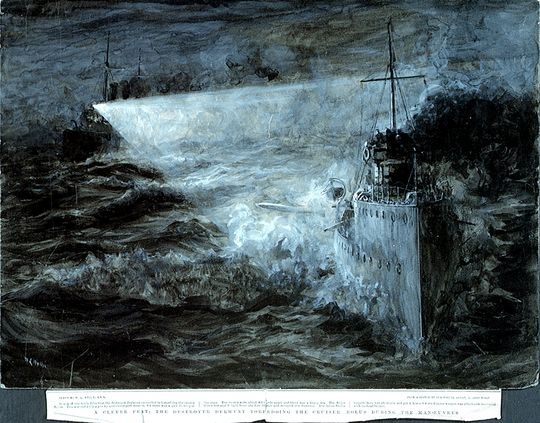
Der Zerstörer Derwent torpediert den Kreuzer Aeolus am  27. August 1904
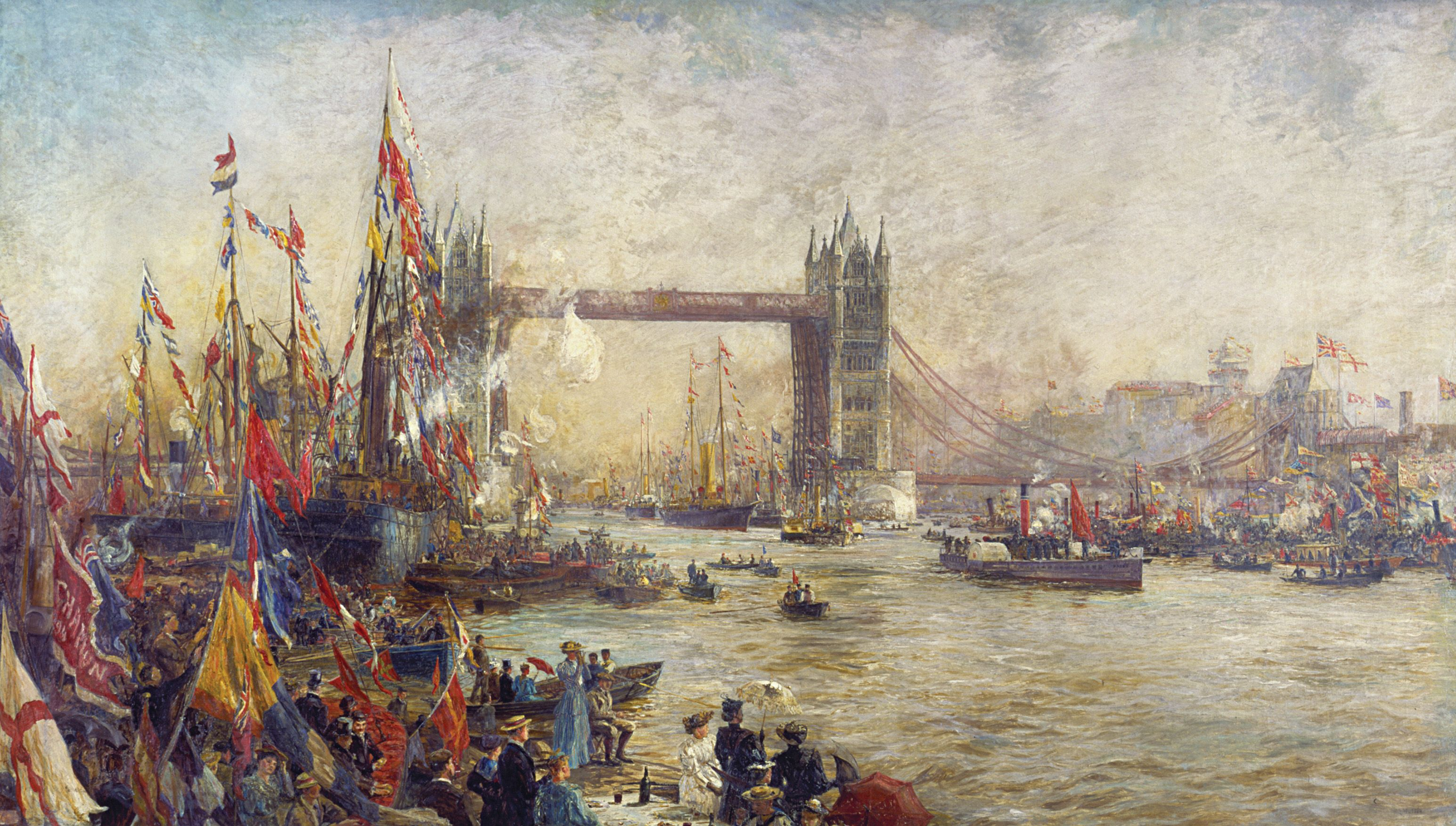
Das Öffnen der Tower Bridge, 1895
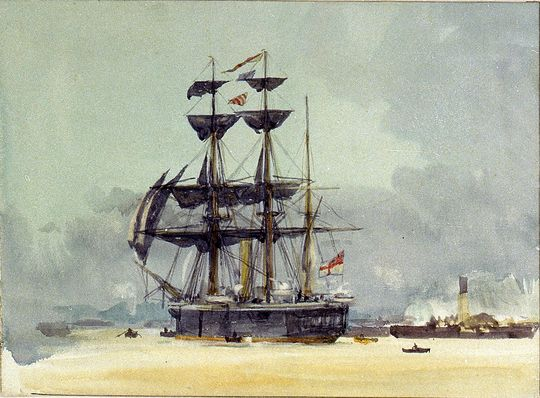
HMS Calypso, 1897
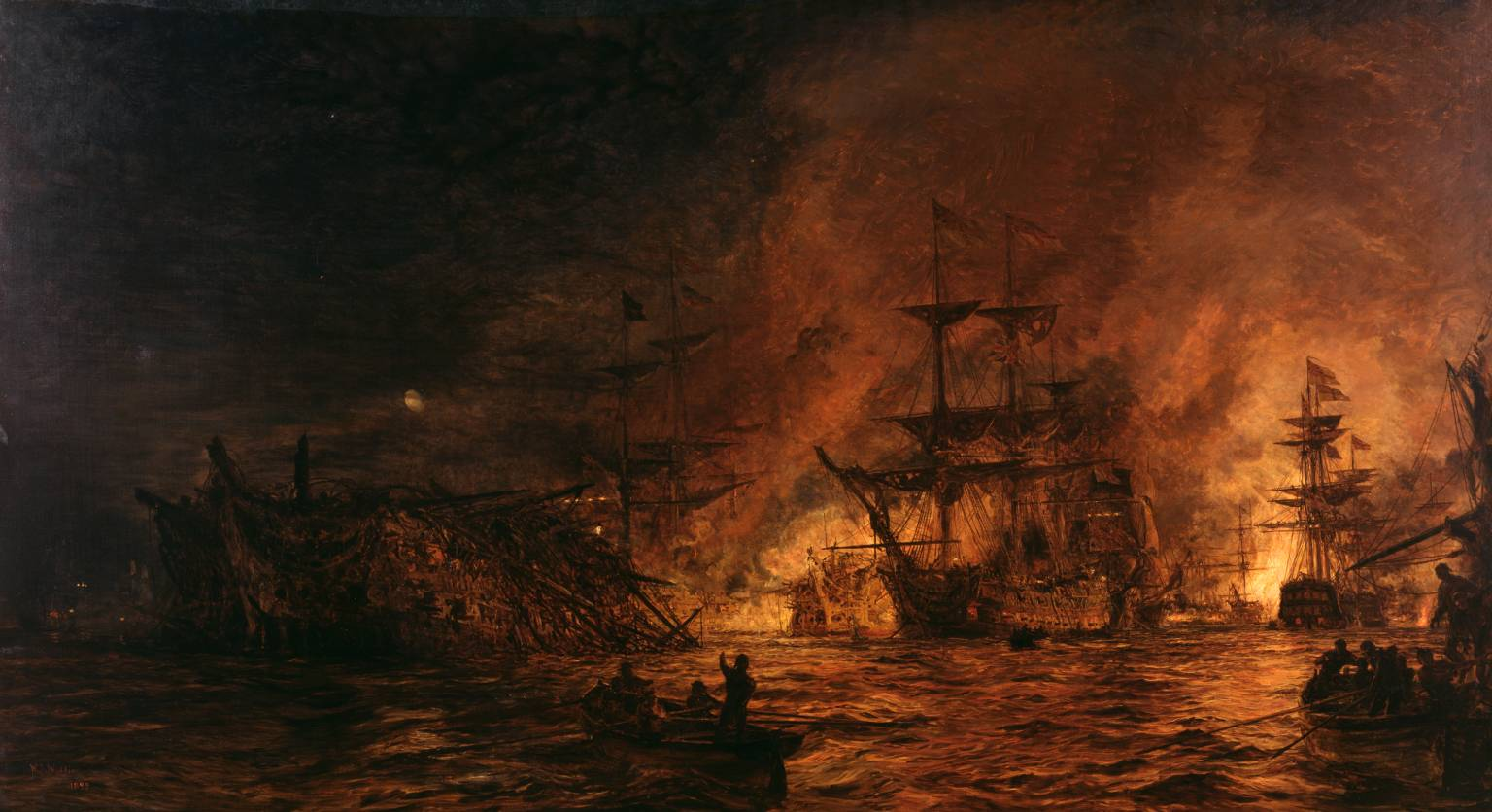
Battle of the Nile 1899

## Veröffentlichungen
- J.M.W. Turner. Publisher: George Bell & Sons, London 1905
- ; mit seiner Ehefrau
- Beautiful Britain. London to the Nore. Painted by W. L. Wyllie and described by Marion Amy Willie. Publisher: A. C. Black, London 1905
- Marion Amy Willie: Norway and its fjords. With 16 illustrations by W. L. Wyllie. Publisher: Menthuen & Co., London  1907
- ; als Kriegsberichterstatter
- William L. Wyllie, M. F. Wren: Sea Fights of the Great War: Naval Incidents During the First Five Months. Publisher: Cassell & Co., London 1918
- William L. Wyllie, M. F. Wren: Sea fights of the great war (microform): naval incidents during the first nine months Publisher: Cassell & Co., London 1918
- W.L. Willie, Charles Owen, W.D. Kirkpatrick: More sea fights of the great war, including the battle of Jütland. Publisher: Cassell and Company, London 1919